# حاملات المخالب
حاملات المخالب أو الديدان المخملية أو شعبة أونيكوفورا (بالإنجليزية: Onychophora أو velvet worms)‏، هي رتبة صغيرة من الانسلاخيات.